# William Hancock
William A. Hancock – amerykański strzelec, mistrz świata.
Był majorem US Army. Zdobył trzy medale na mistrzostwach świata. Dokonał tego na zawodach w 1949 roku, podczas których został trzykrotnym drużynowym medalistą w konkurencjach pistoletowych. Jedyne złoto wywalczył w drużynowych zawodach w pistolecie centralnego zapłonu z 25 m (skład zespołu: Huelet Benner, William Hancock, Charles Logie, Harry Reeves).

## Medale mistrzostw świata
Opracowano na podstawie materiałów źródłowych:
| Mistrzostwa       | Konkurencja                              | Wynik                             | Miejsce |
| ----------------- | ---------------------------------------- | --------------------------------- | ------- |
| Buenos Aires 1949 | Pistolet dowolny, 50 m, drużynowo        | 2616 pkt. (druż.) 506 pkt. (ind.) |         |
| Buenos Aires 1949 | Pistolet szybkostrzelny, 25 m, drużynowo | 2219 pkt. (druż.) 536 pkt. (ind.) |         |
| Buenos Aires 1949 | Pistolet centralnego zapłonu, 25 m       | 2161 pkt. (druż.) 532 pkt. (ind.) |         |